# Elisabeth Petznek

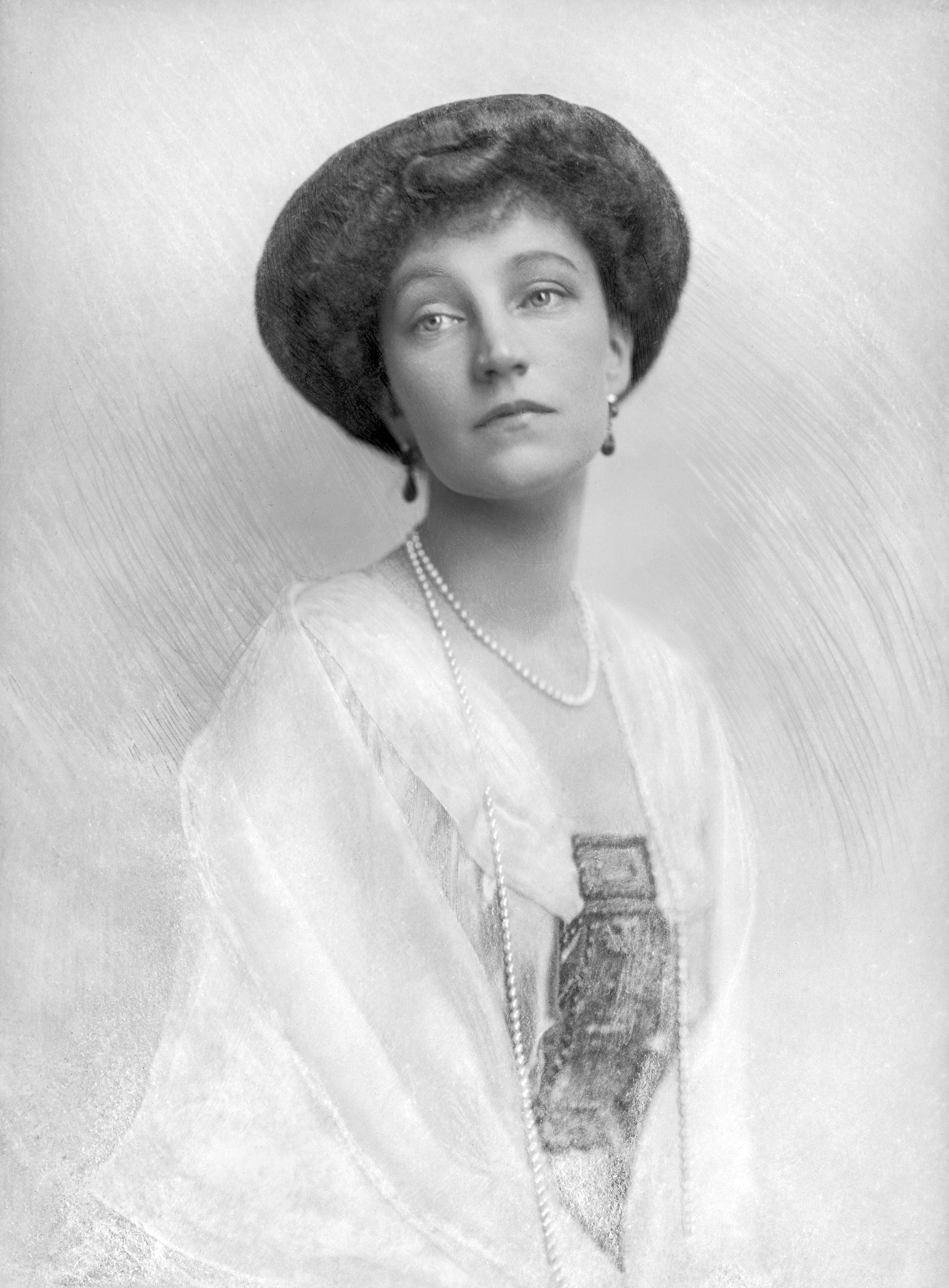
Erzherzogin Elisabeth Marie (um 1911)

Elisabeth Marie Henriette Stephanie Gisela Petznek, bis 1924 Elisabeth zu Windisch-Graetz, geborene Erzherzogin von Österreich (* 2. September 1883 in Laxenburg, Niederösterreich; † 16. März 1963 in Wien) war das einzige Kind des Kronprinzen Rudolf von Österreich aus dem Haus Habsburg-Lothringen und seiner Ehefrau Stephanie von Belgien. In der österreichischen Republik war sie aktive Sozialdemokratin und wurde als „rote Erzherzogin“ bekannt.

## Kindheit und Jugend

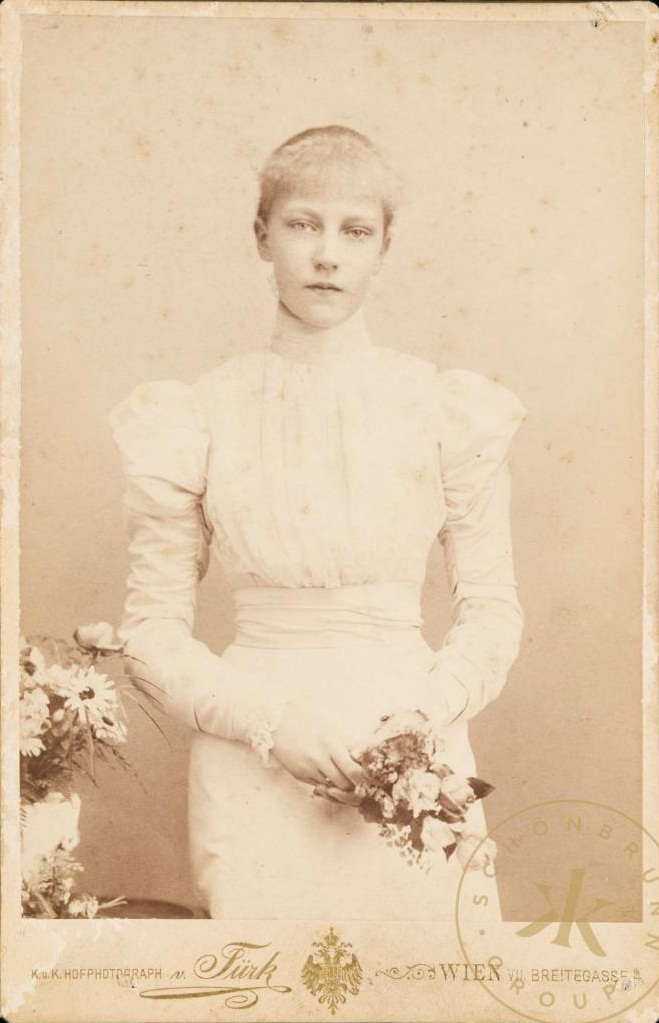
Erzherzogin Elisabeth Marie ca. 1898

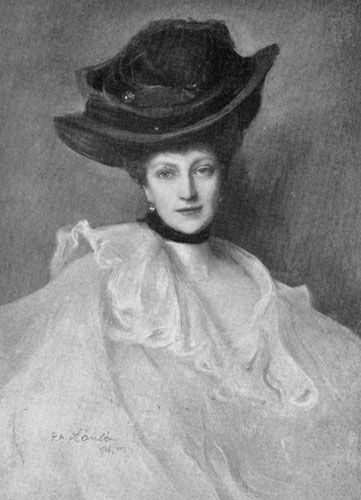
Philip Alexius de László: Erzherzogin Elisabeth Marie von Österreich, spätere Fürstin zu Windisch-Graetz, Öl auf Leinwand, 1906

Otto und Elisabeth Marie zu Windisch-Graetz

Elisabeth Marie, die in der Familie „Erzsi“ [ˈɛrʒi] genannt wurde (die ungarische Koseform von (ungarisch) Erzsébet, deutsch Elisabeth), war erst fünf Jahre alt, als ihr Vater am 30. Jänner 1889 in Mayerling seine Geliebte Mary Vetsera und sich selbst erschoss.
Nach diesem Schicksalsschlag nahm sich ihr Großvater, Kaiser Franz Joseph, seiner „Lieblingsenkelin“ besonders an.
1900 heiratete ihre Mutter Stephanie in zweiter Ehe den ungarischen Grafen Elemér Lónyay von Nagy-Lónya und Vasaros-Nameny und schied damit aus der österreichischen Dynastie Habsburg-Lothringen aus. Erzsi hatte danach kaum noch Kontakt zu ihr. Das Verhältnis war zudem dadurch belastet, dass sie ihrer Mutter eine Mitschuld an der Tragödie von Mayerling gab. Ihren toten Vater Rudolf und seine Geliebte Mary von Vetsera betrauerte sie zu jedem Todestag.

## Leben als Erwachsene

### Ehewunsch gegen Willen des Kaisers
Die junge Erzherzogin Elisabeth Marie hatte keine materiellen Sorgen. Neben ihrem Kapital als Generalerbin des Vaters, hatte sie der Kaiser großzügig mit Mitteln versorgt. Auch von dem Erbe ihrer Großmutter Elisabeth („Sisi“) erhielt sie neben ihren Tanten einen erheblichen Betrag. Sie verliebte sich im September 1900 in den Militär Prinz Otto zu Windisch-Graetz (1873–1952). Ihr Heiratswunsch stieß jedoch anfangs auf den Widerstand des Kaisers, da Windisch-Graetz nicht ebenbürtig war und für Elisabeth Marie eine Verbindung mit dem deutschen Kronprinzen Wilhelm in Aussicht genommen war. Sie hielt aber auch nach einer ihr auferlegten Bedenkzeit an Windisch-Graetz fest, so dass Kaiser Franz Joseph schließlich nachgab und einwilligte.
Elisabeth Marie schied aus dem Haus Habsburg-Lothringen aus und verzichtete damit auf alle Ansprüche, z. B. im Notfall aus dem Familienversorgungsfonds der Dynastie unterstützt zu werden, Windisch-Graetz wurde anlässlich der Hochzeit in den persönlichen Fürstenstand erhoben. Die Verlobung wurde im Schloss Hetzendorf gefeiert, die kirchliche Trauung in der Hofburg-Kapelle vollzogen. Die Braut war 18 Jahre, der Bräutigam um zehn Jahre älter. Elisabeth fühlte sich erstmals in ihrem Leben frei.
Aus der am 23. Jänner 1902 geschlossenen Ehe gingen vier Kinder hervor. Die Ehe verlief jedoch nicht glücklich und war durch angeblich häufige beiderseitige Untreue und Eifersucht gekennzeichnet. Der Legende nach soll Elisabeth Marie sogar einmal in Prag auf eine Geliebte ihres Mannes, die Opernsängerin Marie Ziegler, geschossen und sie schwer verletzt haben.

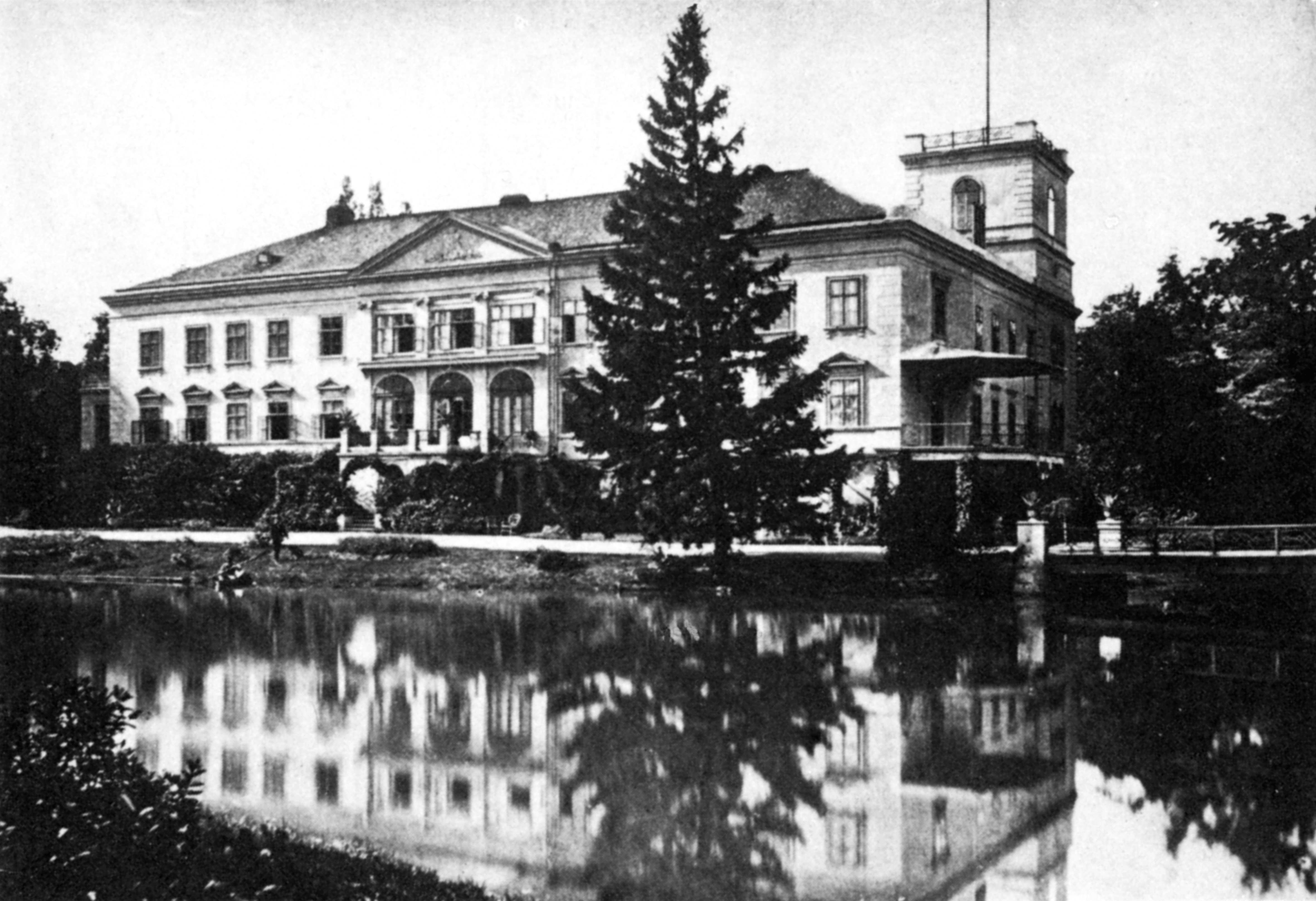
Schloss Schönau an der Triesting, Äußeres bis 1895

#### Schloss Schönau wird ständiger Wohnsitz
1911 kaufte Elisabeth Schloss Schönau und ließ es kostspielig umgestalten. Davor hatte es Otto Franz Joseph von Österreich, ein Neffe Kaiser Franz Josephs besessen. Fortgesetzt wurde in der Gesellschaft des Kaiserreiches über die Untreue des Otto Windisch-Graetz gemunkelt. Die Eheleute entfremdeten sich immer mehr, und Elisabeth Marie verbrachte die Winter mit ihren Kindern, getrennt von ihrem Mann, in Istrien. Dort lernte sie 1913 in Pola Linienschiffsleutnant Egon Lerch kennen, mit dem sie eine zumindest freundschaftliche Beziehung verband, bis er im August 1915 als U-Boot-Kommandant fiel.
Während des Ersten Weltkriegs scheiterte die Ehe endgültig. Erstmals hatte sie im August 1915 ihren Mann Otto mit ihrem Trennungswunsch konfrontiert. Um einen Schaden für das Ansehen in der Öffentlichkeit zu vermeiden, wurde unter Vermittlung der Familienoberhäupter Kaiser Franz Joseph und Alfred III. zu Windisch-Grätz ein Kompromiss ausgehandelt, der getrennte Wohnsitze vorsah. Die Kinder verblieben vorerst bei Elisabeth.

#### Sorgerechtsstreit um Kinder
Nach dem Tod des Kaisers kam es zu heftigen Auseinandersetzungen um das Sorgerecht für die Kinder, die erst 1924 beigelegt wurden, als sich das Paar definitiv trennte.
Die Sorgerechtsstreitigkeit war über Jahre mit widrigsten Mitteln geführt worden und brachte wechselhafte Resultate hervor. 1920 erfolgte ein Vergleich mit Otto Windisch-Graetz, der ihm die Kinder zusprach, jedoch scheiterte die Übergabe an der Gegenwehr der Kinder und der Vorlage eines medizinischen Gutachtens durch Elisabeth. Es folgte ein weiteres juristisches Tauziehen, welches 1921 schließlich darin eskalierte, dass der Richter samt Gerichtsvollzieher und 22 Gendarmen nach Schloss Schönau kam, um die Kinder abzuholen und dem Vater zu bringen. Es blockierten jedoch an die hundert sozialdemokratische Arbeiter den Eingang. Die Gerichtskommission musste folglich abziehen. Dieser Vorfall beschäftigte nationale wie internationale Presse, den Nationalrat, die christlichsozial geführte Bundesregierung und sogar Bundespräsident Hainisch. Das vom Ehemann – der inzwischen jugoslawischer Staatsbürger geworden war – erzwungene Gerichtsverfahren wurde eingestellt, und die Kinder blieben bei der Mutter.

#### Elisabeth erwirkt endgültige Scheidung
Gesetzeskonform war Elisabeth 1924 offiziell „von Tisch und Bett getrennt“, eine Wiederverheiratung jedoch unmöglich, lag die amtliche Zuständigkeit für die Ehe bei den Religionsgemeinschaften – erst mit der Einführung der Zivilehe 1938 wurde eine dazugehörige Scheidung rechtlich möglich (vgl. auch Eheaufhebung und Ehescheidung). 1948 erreichte sie die Beseitigung aller diesbezüglichen bürokratischen Hindernisse.

### Rote Erzherzogin

#### Überzeugte Sozialdemokratin
Elisabeth Windisch-Graetz, deren Adelstitel mit dem österreichischen Adelsaufhebungsgesetz 1919 aufgehoben wurde, lebte mit ihren Kindern aus der früheren Ehe mit Fürst Windisch-Graetz auf ihrem Anwesen Schloss Schönau im niederösterreichischen Schönau an der Triesting wenige Kilometer südlich von Wien. Bei einer Wählerversammlung der Sozialdemokraten in Leobersdorf lernte sie 1921 ihren späteren Ehemann, den Lehrer und sozialdemokratischen niederösterreichischen Landtagsabgeordneten Leopold Petznek (1881–1956), kennen, mit dem sie bald eine herzliche Beziehung einging.
Sie öffnete ihren Schlossgarten für die Kinder der trostlosen Arbeitersiedlungen in der Umgebung und half mit Gemüse und Obst von den Feldern des Schlosses. Daraus ergaben sich Kontakte mit den sozialdemokratischen Kinderfreunden. Elisabeth Windisch-Graetz beschäftigte sich zunehmend mit der Sozialdemokratie. Petznek motivierte wohl Elisabeth Windisch-Graetz zur Annäherung an die Sozialdemokratische Arbeiterpartei (SDAP), der sie im Oktober 1925 beitrat.

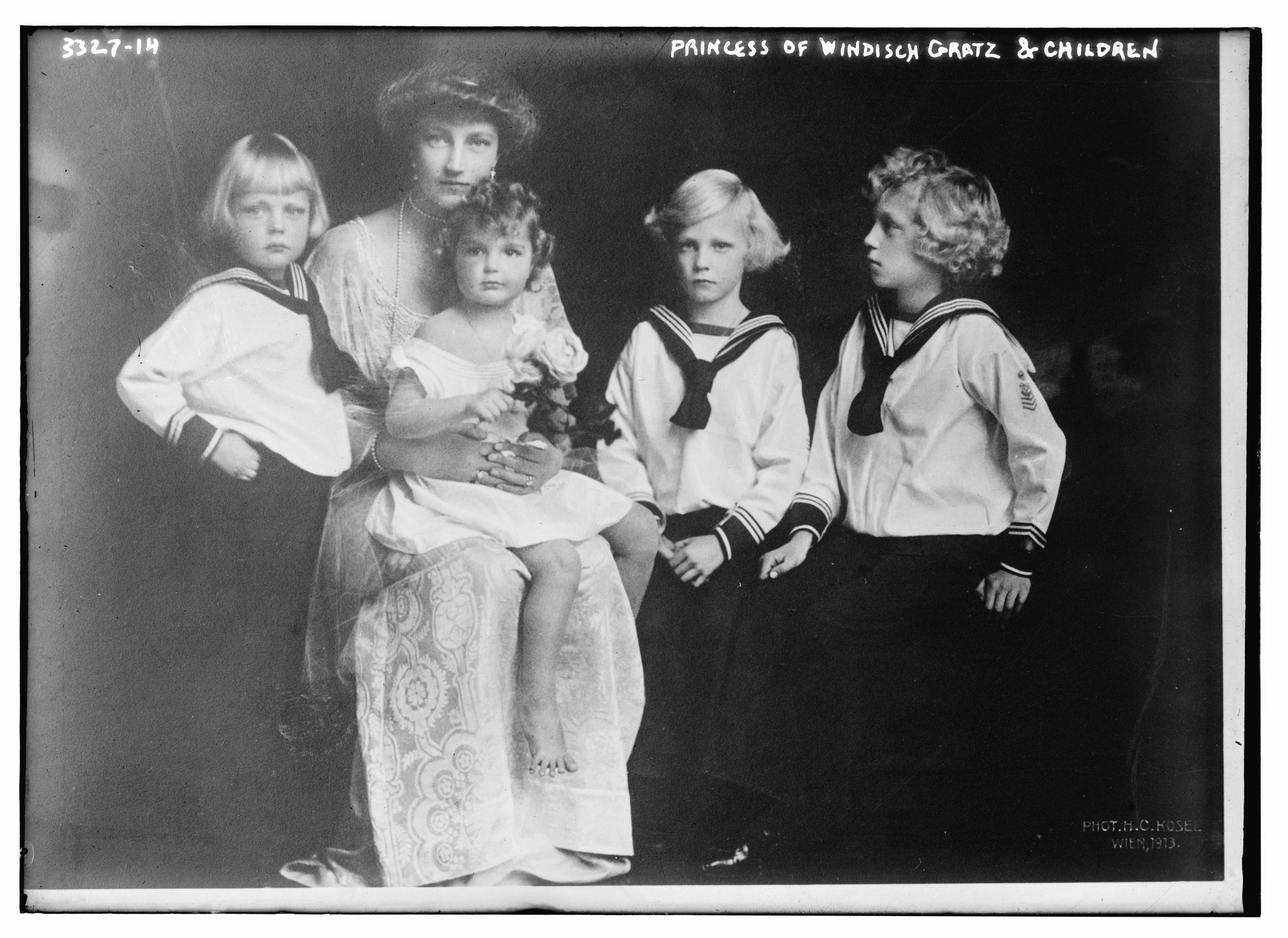
Elisabeth Windisch-Graetz mit ihren Kindern

Ihr frauenpolitisches Verständnis brachte sie 1927 in einem langen Zeitungsinterview zum Ausdruck: „Die Sozialdemokraten allein haben den Frauen mit der Tat geholfen. […] Die Zukunft gehört dem Sozialismus“. Weiterhin engagierte sich Elisabeth vor allem bei den Kinderfreunden, für die sie am 1. Mai rote Papiernelken verkaufte. Amüsiert erzählte sie später, dass sie manchmal von Genossinnen mit „kaiserliche Hoheit“ angesprochen wurde.
Im Herbst 1927 lernten sie und ihre Tochter Stephanie Eleonore den späteren Bundeskanzler Bruno Kreisky kennen. Kreisky erinnerte sich fast 60 Jahre später: „Es war übrigens der erste Parteitag, an dem ich als Zuhörer auf der Galerie teilnahm, und er ist mir auch deshalb gut in Erinnerung geblieben, weil ich neben der Prinzessin Windisch-Graetz saß, die ihre bildhübsche Tochter mitgebracht hatte. Die „rote Prinzessin“, wie sie genannt wurde, war […] eine interessante Erscheinung, eine der schönsten Enkelinnen Franz Josephs …“.
Der Legende nach soll Kreisky auch noch später im Kreise seines Parteivorstandes wiederholt gesagt haben, dass man für alltagstaugliches Politikverständnis ausschließlich von Arbeitern und von Hochadeligen etwas lernen könne. Elisabeths Vorstellung von der Sozialdemokratie soll von Kreiskys politischer Überzeugung geprägt gewesen sein, der Kernauftrag der Sozialdemokratie sei die permanente Sicherstellung des „gerechten Alltags“ und des „sozialen Friedens“ für alle Menschen.

Penzing und Umgebung um 1872 (Aufnahmeblatt der Landesaufnahme)

#### Übersiedlung in die Windisch-Graetz-Villa
1929 verkaufte sie ihr Schloss Schönau und kaufte stattdessen ein Palais am Wolfersberg im Westlichen Wienerwald im Bezirksteil Hütteldorf, Linzer Straße 452. Dieser Bezirksteil befand sich damals im 13. Wiener Gemeindebezirk Hietzing, seit 1938 im 14. Wiener Gemeindebezirk, Penzing. Das Gebäude ist bis heute als Windisch-Graetz-Villa bekannt.
Das Villenanwesen, in dem sie mit ihrem Lebensgefährten Petznek von 1930 an wohnte, kannte Elisabeth seit ihrer Kindheit. Die Mitte des 19. Jahrhunderts von Hofarchitekten errichtete Spätbiedermeiervilla und ihr ausgedehnter Park waren in einer Karte von 1872 westlich des Zentrums von Hütteldorf zwischen Wolfersberg im Norden und Nikolaiberg im heutigen Lainzer Tiergarten im Süden, jenseits des Wienflusses, eingezeichnet.
Wie im benachbarten Jagdschloss Esterházy zogen den Hochadel auch hier die privaten Jagdeinladungen der Habsburger in die Wienerwaldberge an. Der unmittelbar angrenzende Wolfersberg, der benachbarte Bierhäuselberg und das gegenüber liegende, später Lainzer Tiergarten genannte Areal waren private Jagdreviere des Kaiserhauses. Beispielsweise wurde 1846 in der Nähe von Elisabeths späterer Villa der auf mehr als 150 Jahre letzte Wolf im Wienerwald durch Erzherzog Franz Karl von Österreich, den Vater Kaiser Franz Josephs, erlegt.

#### Eheschließung mit Petznek
Leopold Petznek wurde nach der Errichtung der Diktatur durch Dollfuß im Jahr 1934 vorübergehend verhaftet. Danach engagierten sich Leopold und Elisabeth für Familien, deren sozialdemokratische Angehörige inhaftiert waren. Leopold Petznek wurde 1944 ein zweites Mal verhaftet und ins Konzentrationslager Dachau verschleppt. Von dort konnte er erst zum Ende des NS-Regimes, 1945, heimkehren. Von 1945 bis 1947 war er, vom Nationalrat gewählt, Präsident des Rechnungshofes.
Elisabeth heiratete ihn am 4. Mai 1948. (Die Angabe 14. Mai beruht auf einem Tippfehler.)
Die Villa in Hütteldorf war indessen von September 1945 bis Februar 1955 vom Oberbefehlshaber der französisch besetzten Zone Österreichs, General Emile Béthouart, beschlagnahmt (sie lag im französischen Sektor Wiens). Erst nach dem Abschluss des Staatsvertrags, 1955, konnte das Paar in sein Haus zurückkehren, als beide schon schwer krank waren. Leopold Petznek starb, 75-jährig, 1956 und wurde auf dem Hütteldorfer Friedhof bestattet.

#### Lebensabend, Rückzug aus der Öffentlichkeit, Tod

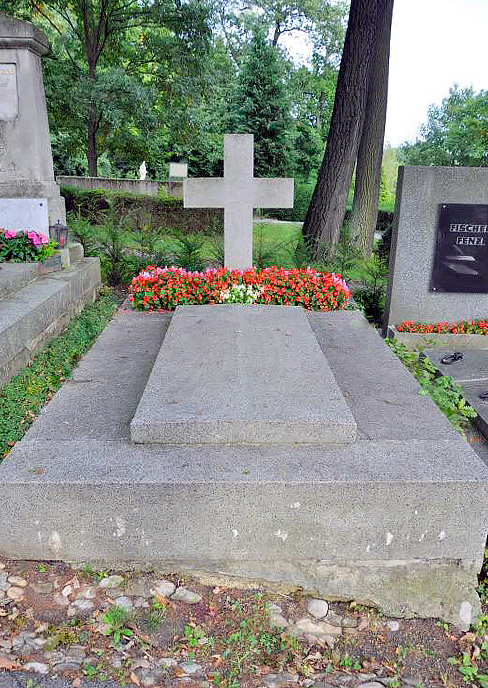
Elisabeth Petzneks unbeschriebene Grabstelle am Hütteldorfer Friedhof

Zeit ihrer SDAP- und SPÖ-Mitgliedschaft unterstützte sie die Sozialdemokratie aktiv, auch durch ihre Anwesenheit bei Parteiveranstaltungen. Eine schwere rheumatische Erkrankung und das Leben im Rollstuhl zwangen Elisabeth schließlich, sich aus der Öffentlichkeit in ihre Villa zurückzuziehen, wo sie unter anderem von ihrem engen Parteifreund Bruno Kreisky besucht wurde. 
Zuletzt verfasste sie ein Testament, in dem sie auch die SPÖ-regierte Stadt Wien begünstigte. Darin legte sie bezüglich ihrer Beisetzung fest, dass diese (im Gegensatz zu ihrer Geburt, die in ganz Österreich-Ungarn mit Geschützsalven, Militärparaden und Fackelzügen gefeiert wurde) in aller Stille stattfinden solle.
Elisabeth Petznek starb 1963 mit 79 Jahren und wurde auf dem Hütteldorfer Friedhof in Wien in demselben Grab wie ihr Mann (Gruppe 2, Nummer G72) beerdigt. In derselben Grabstätte waren vorher bereits zwei Söhne Elisabeths aus erster Ehe, Rudolf († 1939) und Ernst († 1952), bestattet worden. Das Grab ist mit einem steinernen Kreuz ohne jede Inschrift gekennzeichnet, wie Elisabeth es verfügt hatte.

#### Ehrungen

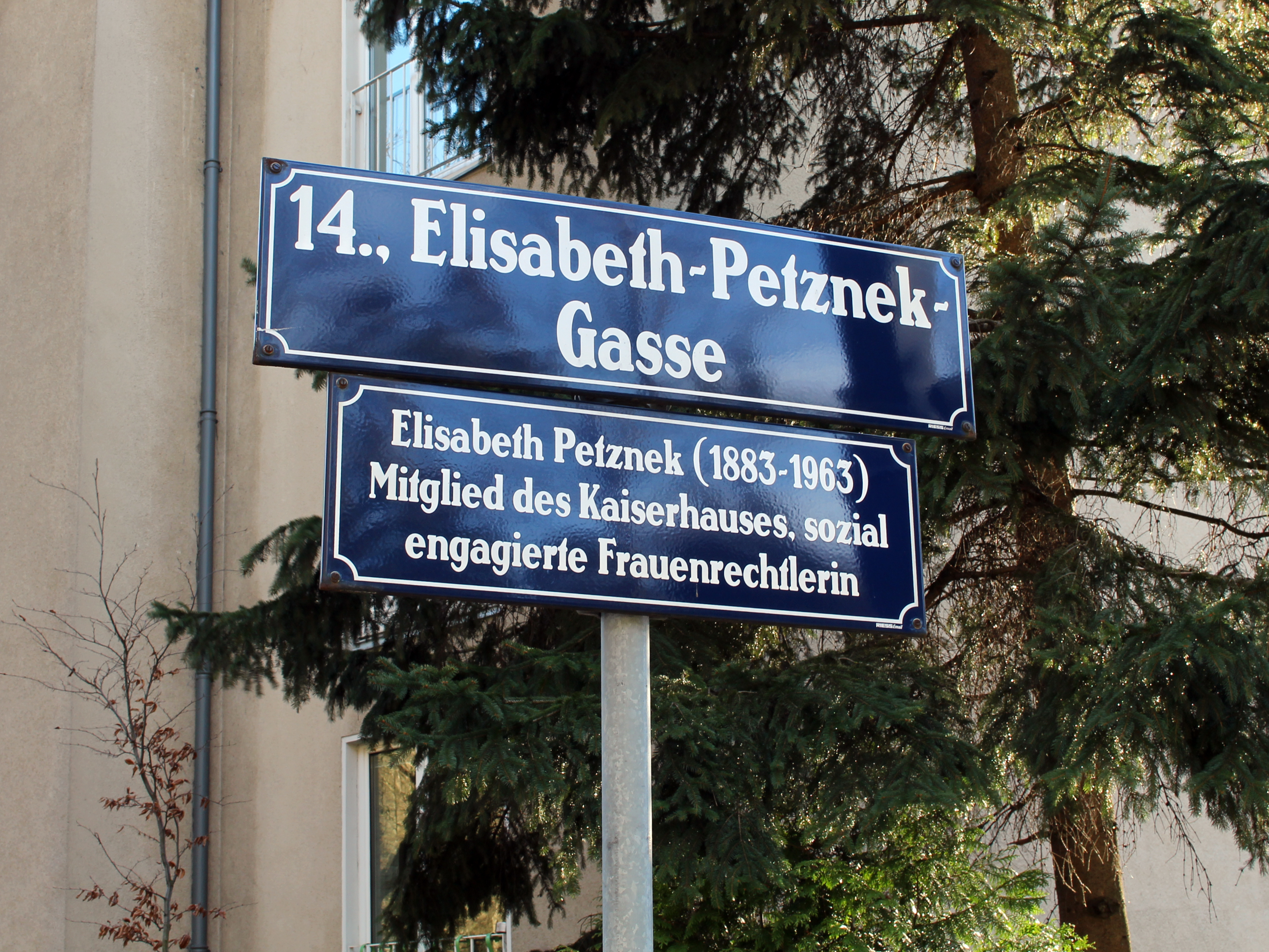
Straßentafel der Elisabeth-Petznek-Gasse

Seit 1998 ist nach ihr die Elisabeth-Petznek-Gasse benannt, eine kurze Seitengasse der Hüttelbergstraße, in Luftlinie etwa 500 Meter von der Windisch-Graetz-Villa entfernt. Die Wiener Parteischule der SPÖ benannte 2024 einen Lehrgang nach Elisabeth Petznek.

## Erbschaftsstreitigkeiten
Elisabeth verfügte über beträchtliches Vermögen, wobei sie den großflächigen Park ihrer Penzinger Windisch-Graetz-Villa, in bester Wiener Wohnlage, der Stadt Wien zur Errichtung einer neuen Wohnhausanlage überließ. Das ursprüngliche Gesamtareal, in der heutigen Linzer Straße 448 bis 452 jeweils bis zur heutigen Anzbachgasse gelegen, wurde zwischenzeitlich geteilt und dessen östlicher Teil von Verwandten Elisabeths vorübergehend für eine Ordensgemeinschaft verwaltet.
Nach der Beilegung teils heftiger juristischer Auseinandersetzungen zwischen einigen erbberechtigten Verwandten Elisabeths und den Begünstigten wurden im ursprünglich westlichen Teil des Parks, oberhalb der Villa in der Linzer Straße 452, eine soziale Gemeindewohnanlage der Stadt Wien und danach im östlichen Teil, Linzer Straße 448 bis Anzbachgasse, eine genossenschaftlich-gemeinnützige Parkvillenanlage errichtet, wobei der Baugrundriss der Parkvillen an Elisabeths Villa erinnert.

## Namen und Titel
- 1883–1902: Elisabeth Marie Henriette Stephanie Gisela, Erzherzogin von Österreich
- 1902–1919: Elisabeth Marie Henriette Stephanie Gisela, Fürstin zu Windisch-Graetz
- 1919–1948: Elisabeth Marie Henriette Stephanie Gisela Windisch-Graetz[14]
- 1948–1963: Elisabeth Marie Henriette Stephanie Gisela Petznek

### Stammbaum
| Stammbaum Elisabeth Petznek                                       | Stammbaum Elisabeth Petznek | Stammbaum Elisabeth Petznek | Stammbaum Elisabeth Petznek | Stammbaum Elisabeth Petznek | Stammbaum Elisabeth Petznek                                                                             | Stammbaum Elisabeth Petznek                                                                             | Stammbaum Elisabeth Petznek                                                                              | Stammbaum Elisabeth Petznek                                                                              |
| ----------------------------------------------------------------- | --- | --- | --- | --- | --- | --- | --- | --- |
| Urgroßeltern                                                      | Erzherzog Franz von Österreich (1802–1878) ⚭ 1824 Prinzessin Sophie Friederike von Bayern (1805–1872) | Erzherzog Franz von Österreich (1802–1878) ⚭ 1824 Prinzessin Sophie Friederike von Bayern (1805–1872) | Herzog Max Joseph in Bayern (1808–1888) ⚭ 1828 Prinzessin Ludovika Wilhelmine von Bayern (1808–1892) | Herzog Max Joseph in Bayern (1808–1888) ⚭ 1828 Prinzessin Ludovika Wilhelmine von Bayern (1808–1892) | König von Belgien Leopold I. (1790–1865) ⚭ 1832 Prinzessin Louise d’Orléans von Frankreich (1812–1850)  | König von Belgien Leopold I. (1790–1865) ⚭ 1832 Prinzessin Louise d’Orléans von Frankreich (1812–1850)  | Erzherzog Joseph von Österreich (1776–1847) ⚭ 1819 Prinzessin Maria Dorothea von Württemberg (1797–1855) | Erzherzog Joseph von Österreich (1776–1847) ⚭ 1819 Prinzessin Maria Dorothea von Württemberg (1797–1855) |
| Großeltern                                                        | Kaiser von Österreich König von Ungarn, Böhmen, Dalmatien, Kroatien, Slawonien, Galizien, Lodomerien, Illyrien, Lombardo–Venetien und Jerusalem Präsident des Deutschen Bundes Franz Joseph I. (1830–1916) ⚭ 1854 Prinzessin Elisabeth („Sisi“) Amalie in Bayern (1837–1898) | Kaiser von Österreich König von Ungarn, Böhmen, Dalmatien, Kroatien, Slawonien, Galizien, Lodomerien, Illyrien, Lombardo–Venetien und Jerusalem Präsident des Deutschen Bundes Franz Joseph I. (1830–1916) ⚭ 1854 Prinzessin Elisabeth („Sisi“) Amalie in Bayern (1837–1898) | Kaiser von Österreich König von Ungarn, Böhmen, Dalmatien, Kroatien, Slawonien, Galizien, Lodomerien, Illyrien, Lombardo–Venetien und Jerusalem Präsident des Deutschen Bundes Franz Joseph I. (1830–1916) ⚭ 1854 Prinzessin Elisabeth („Sisi“) Amalie in Bayern (1837–1898) | Kaiser von Österreich König von Ungarn, Böhmen, Dalmatien, Kroatien, Slawonien, Galizien, Lodomerien, Illyrien, Lombardo–Venetien und Jerusalem Präsident des Deutschen Bundes Franz Joseph I. (1830–1916) ⚭ 1854 Prinzessin Elisabeth („Sisi“) Amalie in Bayern (1837–1898) | König von Belgien Leopold II. (1835–1909) ⚭ 1853 Erzherzogin Marie Henriette von Österreich (1836–1902) | König von Belgien Leopold II. (1835–1909) ⚭ 1853 Erzherzogin Marie Henriette von Österreich (1836–1902) | König von Belgien Leopold II. (1835–1909) ⚭ 1853 Erzherzogin Marie Henriette von Österreich (1836–1902)  | König von Belgien Leopold II. (1835–1909) ⚭ 1853 Erzherzogin Marie Henriette von Österreich (1836–1902)  |
| Eltern                                                            | Kronprinz Rudolf (1858–1889) ⚭ 1881 Prinzessin Stephanie Clotilde von Belgien (1864–1945) | Kronprinz Rudolf (1858–1889) ⚭ 1881 Prinzessin Stephanie Clotilde von Belgien (1864–1945) | Kronprinz Rudolf (1858–1889) ⚭ 1881 Prinzessin Stephanie Clotilde von Belgien (1864–1945) | Kronprinz Rudolf (1858–1889) ⚭ 1881 Prinzessin Stephanie Clotilde von Belgien (1864–1945) | Kronprinz Rudolf (1858–1889) ⚭ 1881 Prinzessin Stephanie Clotilde von Belgien (1864–1945)               | Kronprinz Rudolf (1858–1889) ⚭ 1881 Prinzessin Stephanie Clotilde von Belgien (1864–1945)               | Kronprinz Rudolf (1858–1889) ⚭ 1881 Prinzessin Stephanie Clotilde von Belgien (1864–1945)                | Kronprinz Rudolf (1858–1889) ⚭ 1881 Prinzessin Stephanie Clotilde von Belgien (1864–1945)                |
| Erzherzogin (bis 1918) Elisabeth Marie von Österreich (1883–1963) | | | | | | | | |

## Nachkommen
Aus Elisabeth Petzneks erster Ehe stammen ihre vier Kinder:
1. Franz Josef Windisch-Graetz (* 1904 in Prag; † 1981 in Nairobi), geb. Prinz Franz Josef Marie Otto Antonius Ignatius Oktavianus zu Windisch-Graetz;
  1. ⚭ (1934 in Brüssel) Ghislaine Windisch-Graetz (* 1912 in Ixelles/Elsene; † 1997 in Namur), geb. Gräfin d’Arschot Schoonhoven.
2. Ernst Windisch-Graetz[11] (* 1905 in Prag; † 1952 in Wien), geb. Prinz Ernst Weriand Maria Otto Antonius Expeditus Anselmus zu Windisch-Graetz:
  1. ⚭ (1927 in Wien) Ellen Windisch-Graetz (* 1906 in Scheibbs; † 1982 in Wien), geb. Ellen Skinner; gesch. 1938, annulliert 1940;
  2. ⚭ (1947 in Schwarzenbach an der Pielach) Eva Windisch-Graetz (* 1921 in Wien), geb. Eva Isbary (adelshistorisch: Freiin Isbary).
3. Rudolf Johann Windisch-Graetz[11] (* 1907 in Ploschkowitz (Ploskovice); † 1939 in Wien), geb. Prinz Rudolf Johann Maria Otto Joseph Anton Andreas zu Windisch-Graetz.
4. Stephanie Björklund, verw. Gräfin d’Alcantara de Querrieu (* 1909 in Ploschkowitz (Ploskovice); † 2005 in Uccle/Ukkel), geb. Prinzessin Stephanie[16] Eleonore Maria Elisabeth Kamilla Philomena Veronika zu Windisch-Graetz
  1. ⚭ (1933 in Brüssel) Graf Pierre d’Alcantara de Querrieu (* 1907 in Bachte-Maria-Leerne/Deinze; † 1944 KZ_Sachsenhausen);
  2. ⚭ (1945 in Brüssel) Carl Axel Björklund (* 1906 in Högsjö; † 1986 in Anderlecht).